# Lijst van nationale parken in het Verenigd Koninkrijk

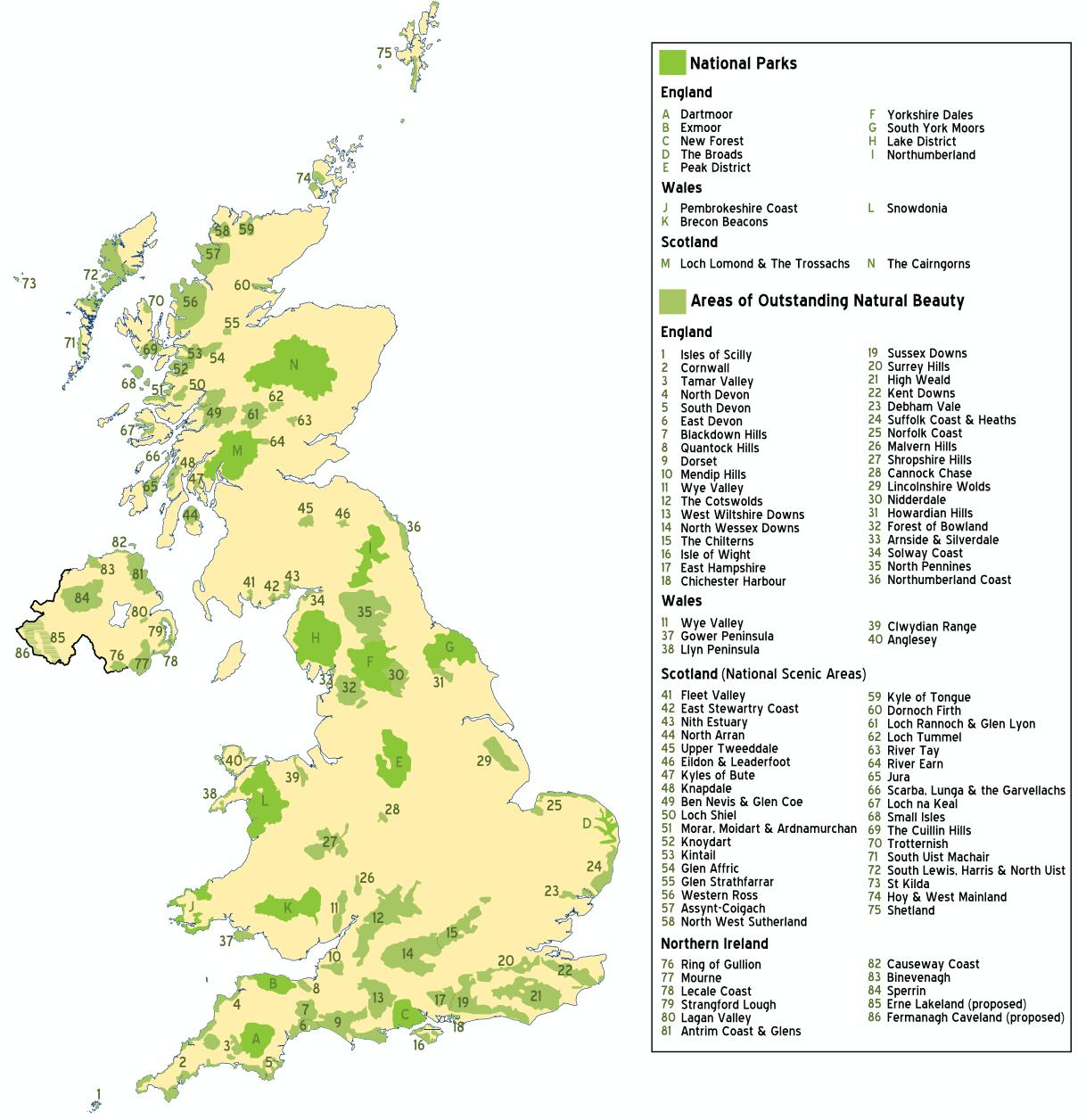
De 15 nationale parken en andere natuurgebieden (National Landscapes en National Scenic Areas)

In het Verenigd Koninkrijk zijn 15 natuurgebieden tot nationaal park uitgeroepen:
- 10 in Engeland
- 3 in Wales en
- 2 in Schotland

De eerste drie nationale parken van het Verenigd Koninkrijk werden in 1951 in Engeland opgericht, later volgden nog parken in Wales en Schotland. In Noord-Ierland zijn er geen nationale parken, hoewel er plannen bestonden om een nationaal park op te richten in de Mourne Mountains.
De vijftien nationale parken van het Verenigd Koninkrijk voldoen niet aan de internationaal aanvaarde IUCN-standaard (categorie II) voor een nationaal park. De Britse nationale parken vallen slechts onder IUCN-categorie V ('beschermd landschap'). In tegenstelling tot de nationale parken in andere landen, zijn de nationale parken in het Verenigd Koninkrijk geen staatsbezit; ze staan ook niet rechtstreeks onder beheer van de staat. Elk nationaal park wordt beheerd door een afzonderlijke National Park Authority. Een groot deel van de gebieden in de nationale parken is privébezit; er kunnen ook steden in het gebied liggen. Bovendien zijn de doelstellingen en regels verschillend in Engeland, Wales en Schotland.
In 2014 werd op het Kanaaleiland Jersey het Nationaal Park Jersey opgericht.

## Nationale parken in Engeland
De nationale parken in Engeland beslaan ongeveer 7% van de Engelse oppervlakte. Er zijn plannen om nog een nationaal park op te richten (Chiltern Hills, of Cotswolds, of Dorset).
| Naam                            | Jaar oprichting | Oppervlakte [ha] | Afbeelding |
| ------------------------------- | --------------- | ---------------- | ---------- |
| Nationaal park Peak District    | 1951            | 140.400          |            |
| Nationaal park Lake District    | 1951            | 217.200          |            |
| Nationaal park Dartmoor         | 1951            | 95.300           |            |
| Nationaal park North York Moors | 1952            | 130.000          |            |
| Nationaal park Yorkshire Dales  | 1954            | 176.500          |            |
| Nationaal park Exmoor           | 1954            | 69.200           |            |
| Nationaal park Northumberland   | 1956            | 103.000          |            |
| Nationaal park The Broads       | 1988            | 30.300           |            |
| Nationaal park New Forest       | 2005            | 57.100           |            |
| Nationaal park South Downs      | 2011            | 162.700          |            |
| Totaal:                         |                 | 1.181.700        |            |

## Nationale parken in Wales
De drie nationale parken in Wales beslaan 20% van de Welshe oppervlakte. Er zijn concrete plannen om een vierde nationaal park op te richten (North East Wales National Park/Parc Cenedlaethol Gogledd Ddwyrain Cymru).
| Naam                                                                                                  | Jaar oprichting | Oppervlakte [ha] | Afbeelding |
| --- | --------------- | ---------------- | ---------- |
| Nationaal park Snowdonia (Welsh (en enige officiële naam): Parc Cenedlaethol Eryri)                   | 1951            | 217.000          |            |
| Nationaal Park Pembrokeshire Coast (Welsh: Parc Cenedlaethol Arfordir Penfro)                         | 1952            | 62.000           |            |
| Nationaal park Brecon Beacons (Welsh (en enige officiële naam): Parc Cenedlaethol Bannau Brycheiniog) | 1957            | 134.400          |            |
| Totaal:                                                                                               |                 | 413.400          |            |

## Nationale parken in Schotland
De twee nationale parken in Schotland beslaan ongeveer 7% van de Schotse oppervlakte. Er zijn concrete plannen om tegen 2026 een extra nationaal park op te richten in Galloway.
| Naam | Jaar oprichting | Oppervlakte [ha] | Afbeelding |
| --- | --------------- | ---------------- | ---------- |
| Nationaal park Loch Lomond en de Trossachs (Schots-Gaelisch: Pàirc Nàiseanta Loch Laomainn is nan Tròisichean) | 2002            | 186.500          |            |
| Nationaal park Cairngorms (Schots-Gaelisch: Pàirc Nàiseanta a' Mhonaidh Ruaidh)                                | 2003            | 380.000          |            |
| Totaal: |                 | 566.500          |            |